# Зиновка (Вологодская область)
Зиновка — упразднённая деревня (урочище) в Череповецком районе Вологодской области.
Входит в состав Югского сельского поселения (с 1 января 2006 года по 8 апреля 2009 года входила в Мусорское сельское поселение), с точки зрения административно-территориального деления — в Телепшинский сельсовет.
Расстояние до районного центра Череповца по автодороге — 93 км, до центра муниципального образования Нового Домозерова по прямой — 51 км. Ближайшие населённые пункты — Гурлево, Золотилово, Чикеево.
По данным переписи в 2002 году постоянного населения не было.
Упразднена 2 мая 2020 года. 